# Kyselina iduronová
Kyselina iduronová je karboxylová kyselina odvozená od idózy oxidací alkoholové skupiny na šestém uhlíku (C6) na karboxyl.
Její L-enantiomer je nerozšířenější uronovou kyselinou v glykózaminoglykanech dermatansulfátu a heparinu. Vyskytuje se rovněž v heparansulfátu, kde je však zastoupena méně než její epimer, kyselina glukuronová.
Tato kyselina patří mezi hexapyranózy. Většina hexapyranóz je stabilní v jedné ze dvou konformací: 1C4 nebo 4C1. Kyselina iduronová však v roztoku zaujímá více než jen jednu konformaci, vzniká u ní rovnováha mezi třemi konformery s nejnižší energií - „židličkovými“ 1C4 a 4C1 a také „lodičkovým“ 2S0. Je-li součástí oligosacharidu, převažují konformace 1C4 a 2S0. Ke zjištění změn v zastoupení těchto konformací lze použít protonovou NMR spektroskopii.
Kyselina iduronová může být přidáním O-sulfátové skupiny na druhý uhlík přeměněna na kyselinu 2-O-sulfo-L-iduronovou.

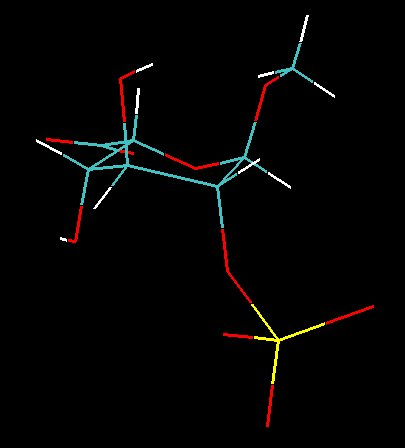
konformace (2S)^{1}C_{4}
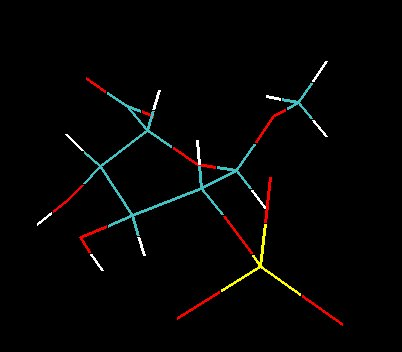
konformace (2S)^{2}S_{0}

- konformace (2S)1C4
- konformace (2S)2S0